# コシサウルス
コシサウルス（英: Koshisaurus）は、2008年に福井県勝山市で発掘されたイグアノドン類の恐竜。2015年にコシサウルス・カツヤマ（英: Koshisaurus katsuyama）として正式に命名、記載された。"コシ"は発見地である福井県の古い呼び名（越の国）にちなむ。

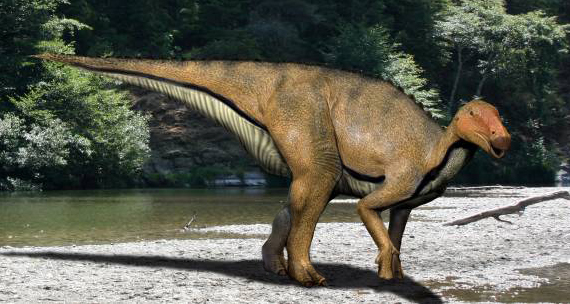
コシサウルスの生態想像図

模式標本は全長3メートル程度の幼体とみられ、上顎骨の内側の歯が角張るといった特徴からフクイサウルスより進化した種とされる。
コシサウルスの存在は東アジアにも多くのイグアノドン類が生息していた重要な証拠である。